# 江戸川区立春江中学校
江戸川区立春江中学校（えどがわくりつ はるえちゅうがっこう）は、東京都江戸川区春江町にある公立中学校。通称「春中」。

## 沿革
- 1977年4月1日 - 開校[2]

## 通学区域
春江町1、2丁目と3丁目の一部、瑞江1丁目と3丁目の一部、谷河内1、2丁目、新堀1、2丁目、篠崎町7、8丁目の一部、鹿骨町2丁目の一部。

## 進学前小学校
- 江戸川区立春江小学校
- 江戸川区立新堀小学校
- 江戸川区立篠崎第四小学校
- 江戸川区立南篠崎小学校

## 部活動・委員会活動

### 部活動

#### 運動部
ソフトテニス部
バスケットボール部
野球部
サッカー部
卓球部
剣道部
柔道部
スポーツトレーニング部

#### 文化部
科学部
英語部
家庭科部
吹奏楽部
美術部

### 委員会
学級委員会
報道委員会
生活委員会
美化委員会
図書委員会
給食委員会
保健委員会
体育委員会
（臨時委員会）